# Barbara Read
Barbara Read (Port Arthur, 29 dicembre 1917 – Laguna Beach, 12 dicembre 1963) è stata un'attrice canadese.
Nel corso della sua carriera cinematografica comparve in 21 film.

## Inizi
Nata Barbara French Read il 29 dicembre 1917, figlia dell'impresario John Howard Read e di Nancy Elizabeth Collier,, si trasferì in California verso la metà degli anni trenta. Ottenne il suo primo contratto cinematografico quando abitava a Laguna Beach, California, quando fu notata mentre assisteva alle riprese di un film e le fu offerto un provino, Firmò un contratto di sei mesi con la compagnia di produzione ma, non riuscendo ad ottenere un ruolo per la sua mancanza di esperienza, si rivolse al teatro Laguna Beach Players, dove recitò in un nuovo spettacolo ogni mese per due anni.

### Carriera cinematografica
Il suo primo ruolo cinematografico fu quello di una delle tre ragazze protagoniste del film commedia Three Smart Girls (1936), insieme a Deanna Durbin e Nan Grey. Dal 1937 al 1939 Read comparve in nove film, tra i quali The Spellbinder, al fianco di Lee Tracy. Dal 1940 al 1948 comparve in 11 film. È principalmente ricordata per il ruolo di Margo Lane in tre film della serie The Shadow, in cui fu l'antagonista di Kane Richmond, The Shadow Returns, Behind the Mask e The Missing Lady, tutti del 1946. La sua ultima apparizione cinematografica fu accanto a Randolph Scott e Marguerite Chapman nel film western Il pugnale del bianco (1948).

## Vita privata
Nel 1936 Read sposò in Messico il giovane artista William Paul III, ma la coppia divorziò due mesi dopo.
Nel 1947 si sposò con l'agente scopritore di talenti Bill Josephy a Santa Barbara. La coppia ebbe due figli, Damon Josephy e Quentin Josephy.Dopo il divorzio da Josephy, nel 1953 sposò l'attore William Talman, dal quale ebbe due figli, Barbie e William Whitney Talman III. La coppia divorziò nel 1960.
Barbara Read morì, apparentemente per suicidio, il 12 dicembre 1963 a Laguna Beach, all'età di 45 anni.

## Filmografia parziale
- Tre ragazze in gamba (Three Smart Girls) (1936), nella parte di Kay Craig
- The Man Who Cried Wolf (1937), nella parte di Nan
- Merry-Go-Round of 1938 (1937), nella parte di Clarice Stockbridge
- The Road Back (1937), nella parte di Lucie
- Cupo tramonto (Make Way for Tomorrow) (1937) nella parte di Rhoda Cooper
- The Mighty Treve (1937) nella parte di Aileen Fenno
- The Crime of Doctor Hallet (1938) nella parte di Claire Saunders
- Midnight Intruder (1938) nella parte di Patricia Hammond
- The Spellbinder (1939) nella parte di Janet Marlowe
- Sorority House (1939) nella parte del Dotty Spencer
- Married and in Love (1940) nella parte di Helen Yates
- Curtain Call (1940) nella parte di Helen Middleton
- Rubber Racketeers (1942) nella parte di Mary Dale
- Too Many Women (1942) nella parte di Linda Pearson
- The Shadow Returns (1946) nella parte di Margo Lane
- The Missing Lady (1946) nella parte di Margo Lane
- Death Valley (1946) nella parte di Mitzi
- Behind the Mask (1946)
- Ginger (1946)
- Key Witness (1947)
- Il pugnale del bianco (Coroner Creek) (1948)